# Эрве II де Мортань
Эрве II (фр. Hervé, ум. после 980) — сеньор де Мортань-о-Перш в X веке, вероятно сын Эрве I, графа де Мортань-о-Перш

## Биография
Он упомянут в 974 и 980 годах в актах Гуго Капета. После его смерти графство унаследовал Фулькуа (ум. ок. 1000), вероятно один из его племянников.